# Ammophila silvestris
Ammophila silvestris là một loài côn trùng cánh màng trong họ Sphecidae, thuộc chi Ammophila. Loài này được Kirkbride miêu tả khoa học đầu tiên năm 1982.